# Монгольське завоювання Анатолії
Монгольське завоювання Анатолії — військова кампанія монголів у 1241—1243 роках, наслідком чого стала поразка Конійського султанату, що визнав зверхність Монгольської імперії. Те ж саме зробили Трапезундська імперія і Кілікійське царство. Остаточно Малу Азію було підкорено у 1255 році.

## Передумови
Після падіння Константинополя в 1204 році відбувся розпад Візантійської імперії. В Малій Азії утворилися Нікейська і Трапезундська імперії. Володіння останньої поступово скорочувалися через тиск Конійського султанату, який обіймав більшу частину Малої Азії.
У свою чергу в 1221 році після розгрому Держави Хорезмшахів монголи розпочали підкорення перських земель, захопивши до 1224 року східну їх частину. 1225 року в західній Персії та на Кавказі Джелал ад-Дін Манкбурну відновив владу хорезмшахів, ставши суперником Конійського султанату. В свою чергу нікейський імператор Андронік I розпочав таємні перемовини з хорезмшахом щодо спільних дій проти сельджуків.
1227 року Джелал ад-Дін розбив загін монголів поблизу Рея. В 1228 році проти хорезмшаха спільно виступили конійський султан Ала ад-Дін Кей-Кубад, єгипетський султан Аль-Каміль і килікійсько-вірменський цар Гетум І, завдавши тому поразки в битві біля Єревану. В 1230 році Джелал ад-Дін захопив фортецю Ахлат, але незабаром (разом з трапезундським військом) зазнав поразки від Кей-Кубада і аль-Каміла. Того ж року монголи під проводом Чормагана розбило Джелал ад-Діна, який у 1231 році загинув. Наслідком стало захоплення монголами північної Персії та південного Кавказу.
Кей-Кубад I та його безпосередній наступник Кей-Хосров II визнали номінальну зверхність Монгольської імперії. 1241 року після смерті великого кагана Уґедея конійський султан відкинув монгольську залежність, уклавши натомість союзи з Грузинським царством, Нікейською імперією, зміцнивши вплив на Трапезундську імперію. Але Конійський султанат виявився послабленим внаслідок народного повстання на чолі із Бабою Ісхаком.

## Перебіг подій
В цей час очільником монгольських військ в регіоні стає Байджу. Спочатку він завдав поразки Грузії та вірменських князям, щоб ті не могли вдарити в спину або надати суттєвої допомоги Конійському султанату. За цим підійшов до фортеці Ерзурум. Через 2 місяці вдалося захопити місто Карін, після чого монголи відступили до Муганського степу. В подальшому сутички тривали протягом року.
1243 року Байджу просунувся до Ерзуруму, взявши його в облогу. Невдовзі місто впало. Кей-Хосров II, зібравши значні війська, виступили проти супротивника. Вирішальна битва відбулася під Кесе-Дагом, де монголи здобули перемогу. Розвиваючи успіх, Байджу взяв без спротиву міста Діврігі і Сівас, а потім після тривалої та запеклої облоги — Кайсері, другу столицю сельджуків (його було пограбовано і сплюндровано), і Ерзінджан, де місцеві жителі також намагалися захищатися, їх піддано кривавій різанині. Кей-Хосров II не міг більше протистояти монголам. Невдовзі Гетум I, король Кілікії, визнав зверхність Монгольської імперії.

### Сіваський мир
Султан відправив до Байджу делегацію на чолі зі своїм візиром, розуміючи, що подальший опір призведе до знищення держави. За умовами мирної угоди Кей-Хосров мав щороку надсилати до Каракорума близько 12 мільйонів гіперпіронів чи місцевих срібних монет, 500 рулонів шовку, 500 верблюдів і 5000 баранів. Султан залишався правителем тієї частини держави, яку не було завойовано.

## Наслідки
Поразка у війні з монголами стала переломним моментом в історії Конійського султанату, після якої процеси занепаду в державі помітно прискорились. Політична криза поглибилась після смерті Кей-Хосрова II наприкінці 1245 року. Три його малолітніх сина, проголошені співправителями, стали, фактично, маріонетками в руках різних придворних угруповань. Монголи, уміло використовували боротьбу цих угруповань для посилення своєї влади в регіоні. 1255 року монголи в битві біля Аксараю перемогли султана Кей-Кавуса II, що повстав. Новим султаном за рішенням Хулагу став Килич-Арслан IV. 1259 році султанат було поділено між декількома представниками династії Сельджукидів. До кінця XIII століття падіння ваги й авторитету султанів, постійне втручання монголів, неодноразові повстань селян та зннаті призвели до повного розпаду Конійського султанату.
Іншим наслідком монгольського наступу став розлад сільського господарства; поля були закинуті, а в країні настав голод. Натовпи біженців линули до західних кордонів султанату. Цим скористався Ертогрул, удж-бей Сьогута. Монголи розселяли на сході Малої Азії кочові племена, що прийшли разом із ними.
Трапезундський імператор Мануїл I також визнав зверхність Монгольської імперії, отримавши 1244 року ярлик від кагана Гуюка. Завдяки цьому імперія забезпечила себе стабільність та захист від турків, що тривала до 1334 року.
За підсумками вторгнення під владою монголів східна і центральна Анатолія опинилися, що було добрив плацдармом для наступу на захід та важливим тилом для майбутньої близькосхідної кампанії.
Нікейський імператор Іоанн III Ватац, який перед початком війни відправив 1 тис.вояків на допомогу султану, став готуватися до можливого монгольського вторгнення. Разом з тим спрямував посланців до великого кагана Гуюка. Теж саме зробив латинський імператор Балдуїн II. Вже імператор Михайло VIII Палеолог, уклав союз з Хулагу, віддавши доньку заміж за його сина Абака-хана.